# Jana Vaľová
PhDr. Jana Vaľová (* 8. července 1965) je poslankyně Národní rady Slovenské republiky.
V současnosti (2018) působí jako poslankyně Národní rady SR za stranu SMER-SD, je okresní předsedkyní politické strany SMER-SD, členkou Výboru pro sociální věci. Od roku 2010 do roku 2018 byla primátorkou města Humenné. Mezi lety 2005-2017 byla také zvolena poslankyní Prešovského samosprávního kraje, kde zastávala funkci místopředsedkyně Komise kultury a národnostních menšin, také je předsedkyní oblastní organizace cestovního ruchu.

## Studium
Je absolventkou maturitního oboru na Střední zemědělské technické škole v Medzilaborcích (SPTŠ). V roce 2008 ukončila magisterské studium na Fakultě zdravotnictví a sociální práce na Trnavské univerzitě v Trnavě a následně v roce 2009/2010 rigorózní zkouškou získala titul PhDr. na Vysoké škole zdravotnictví a sociální práce sv. Alžběty v Bratislavě v oboru Sociální práce. Ovládá aktivně anglický a ruský jazyk.

## Kariéra
Bývala zootechnička, majitelka salonu krásy a věštkyně z karet vstoupila do politiky v roce 2000 a stala se členkou politické strany SMER-SD a zároveň i její okresní předsedkyní. V roce 2005 byla zvolena poslankyní Prešovského samosprávního kraje za stranu SMER-SD a současně byla zvolena předsedkyní Komise kultury a národnostních menšin Prešovského samosprávného kraje (PSK). V letech 2006 - 2010 byla zvolena poslankyní NR SR a také působila jako členka Výboru pro sociální věci a bydlení. Působila v hodnotící komisi Rady ministrů pro prevenci drog a kontrolu drogové závislosti a byla zvolena předsedkyní Stálé komise pro rovnost pohlaví a rovnost příležitostí a členkou Rady vlády pro rovnost pohlaví. V témže období působila i jako poslankyně městského zastupitelstva v Humenném . V roce 2009 byla znovu zvolena poslankyní Prešovského samosprávného kraje, kde působila i jako místopředsedkyně komise kultury a národnostních menšin. V letech 2010 - 2012 byla v parlamentních volbách znovu zvolena poslankyní NR SR za stranu SMER-SD, ve kterých z kandidátů strany SMER-SD za Prešovský kraj obdržela nejvyšší počet hlasů a zároveň se stala členkou Výboru pro sociální věci a Výboru pro evropské záležitosti . V roce 2010 byla v komunálních volbách zvolena za primátorku města Humenné, kde kandidovala za strany SMER-SD, LS-HZDS, SNS, Strana zelených, Úsvit, Slobodné fórum a Nová demokracia.
V roce 2012 byla v předčasných parlamentních volbách potřetí zvolena poslankyní NR SR opět s největší podporou voličů z kandidátů strany SMER-SD v Prešovském kraji a opětovně pracovala jako členka Výboru pro sociální věci a členka Výboru pro evropské záležitosti. V roce 2014 byla v komunálních volbách znovu zvolena do funkce primátorky města Humenné, když obdržela 5 459 hlasů (46,35 %). Počtvrté byla do Národní rady zvolena i v parlamentních volbách v roce 2016, kdy kandidovala za stranu SMER-SD ze 44. místa. V roce 2017 už ve volbách do Prešovského VÚC nekandidovala. V roce 2018 se znovu ucházela o funkci primátorky Humenného v komunálních volbách a prohrála s Milošem Meričkom, který kandidoval s podporou pravicových stran OĽaNO, KDH, SAS, Strana práce, SOĽ, Progresívne Slovensko a SPOLU.

## Kritika

### Nezisková organizace Cesta životom
Nezisková organizace Cesta životom, kterou zakládala Jana Vaľová a byla registrována na její soukromé adrese, získala od Ministerstva práce, sociálních věcí a rodiny 33 194 eur na výstavbu zařízení Dom na pol ceste v Repejove v okrese Medzilaborce . V Repejove však o žádné takové stavbě nevěděli, a proto začalo tehdejší ministerstvo práce prověřovat využití dotace. Vaľová v reakci na medializaci dotace uvedla, že s projekty této organizace nemá nic společného a ještě před vstupem do Národní rady vystoupila ze všech orgánů této neziskové organizace.

### Hodnocení transparentnosti měst TIS
Během působení Jany Vaľovej jako primátorky Humenného se město v žebříčku transparentnosti měst agentury Transparency International Slovensko propadlo na poslední příčku v rámci Slovenska. Důvodem bylo, že město jako jediné odignorovalo infozákon a odmítlo vyplnit dotazník o transparentnosti. Primátorka to pro TASR komentovala slovy: "Aktivity TIS jsou totiž flagrane v hrubém konfliktu zájmů. Tato organizace totiž na jedné straně "hodnotí" transparentnost, na druhé straně nabízí samosprávě služby auditu transparentnosti nebo celkového nastavení procesů tak, aby vypadaly v hodnocení TIS dobře."

### Kauza Základná umelecká škola Petra Breinera
O praktikách Jany Vaľovej ve funkci primátorky Humenného byl natočen studentský film Eduarda Cicha Základná umelecká škola Petra Breinera, který zobrazuje praktiky a několik dezinformačních manévrů administrativy primátorky Vaľovej ve městě během let 2017-2018.
Film pojednává o situaci, kdy ředitelka ZUŠ v Humenném Daniela Polovková na slavnostní ceremonii představila nové čestné jméno pro ZUŠ, podle jejího absolventa Petra Breinera. Tento byl dlouhodobým kritikem tehdy vládní strany SMER-SD, za kterou kandidovala i Jana Vaľová. Udělení čestného jména muselo být na pokyn samosprávy odvoláno a do školy od té doby přestala chodit výrazná část financí, které dostávala od města. Pro nutnost peníze žádat od města byla ředitelka obviněna z neschopného hospodaření a následně odvolána a nahrazena. Film obsahuje autentické záznamy z jednání, situace, kdy opakovaně vedení města odmítalo komunikovat a rozhovory s obyvateli města a učiteli ze ZUŠ i samotným Petrem Breinerem.  Daniela Polovková byla po vystoupení na protestu "Za slušné Slovensko" v Humenném pokárána ředitelem školy za porušení pracovní kázně, přičemž po tlaku médií, právníků a více organizací muselo být toto pokárání staženo. Přesto byly v Humenských novinách uvedeno (podle Polovkovej slov) nepravdivé informace o tom, že pokárání dostala.
Eduard Cicha byl kvůli filmu obviněn z pomlouvání, které na něj podal přednosta městského úřadu v Humenném Andrej Semanco. 
Během působení Vaľovej jako primátorky nebyly takové neobvyklé postupy ve školství v zřizovatelské působnosti města ojedinělé. Ředitelka mateřské školy na ulici Štefánikově Anna Lopatová byla v roce 2014 odvolána z funkce ředitelky a následně po 36 letech působení ve školství propuštěna jako nadbytečná. Podle Lopatové to má souvislost s žalobou, kterou na vedení města podal její manžel Marián Lopata, jednatel Humenské energetické společnosti poté, co město společnosti opakovaně přisuzovalo odpovědnost za vysoké ceny tepla. Během výpovědní lhůty dostala Lopatová údajně pokyn pobývat v učebně v hospodářské části školy a chodit na oběd až když už byli ostatní zaměstnanci školy naobědvaní. Lopatová podala na vedení města žalobu za nerovné zacházení. Procesní řízení trvalo téměř 4 roky, protože se vedení města jednání opakovaně neúčastnilo. Nakonec se Lopatová dohodla až s novým vedením města v roce 2019 - mimosoudně, co obě strany označili jako kompromis.
K obcházení povinnosti zřizovatele školy vypsat výběrové řízení na nového ředitele v Humenném upozornila v roce 2018 (po medializaci předchozích případů) Slovenská komora učitelů, která zároveň podala podnět na Generální prokuraturu. Podle Vladimíra Crmomana z SKU si takto vedení města ředitele "testovalo, zda budou po vůli", čímž vědomě obcházelo zákon. Sama Daniela Polovková ze ZUŠ byla za pověřenou ředitelkou v rozporu se zákonem zvolená šestkrát. Ve funkci pověřené ředitelky byla před propuštěním v roce 2014 i Anna Lopatová a dalších 6 ředitelů mateřských škol ve městě.  Město Humenné nakonec několik výběrových řízení vypsalo, ale až po třech upozorněních od Státní školní inspekce a tlaku ze strany Slovenské komory učitelů a veřejnosti. Za ředitelku ZUŠ tak byla po řádném výběrovém řízení zvolena samotná Daniela Polovková. 